# Hadena oliviae
Hadena oliviae là một loài bướm đêm trong họ Noctuidae.